# 賈比奇 (內華達州)
賈比奇（英語：Jarbridge）是位於美國內華達州埃爾科縣的非建制地區。

## 歷史
賈比奇的郵局自1910年營運至今。

## 地理
賈比奇所處的海拔為高於海平面1932米（即6339英呎），而該地所採用的時區為UTC-8，即太平洋时区（PST）。同時該地設有夏令時間，為UTC-8調快一小時，即UTC-7（PDT）。